# Fritz Bühlmann (Politiker)
Fritz Ernst Bühlmann (* 22. April 1848 in Grosshöchstetten; † 7. Januar 1936 ebenda; heimatberechtigt ebenda) war ein Schweizer Politiker, Offizier und Publizist.

## Leben
Fritz Ernst Bühlmann war der Sohn des Gottlieb Rudolf Bühlmann und besuchte die Sekundarschule Zäziwil, von 1858 bis 1868 die Kantonsschule Bern und betrieb von 1868 bis 1873 das Studium der Rechte in Bern, Leipzig, Heidelberg und Paris. Im Jahr 1872 war er Notariats- und Fürsprecherpatent und absolvierte ein Praktikum bei Ständerat Christian Sahli. 1873 übernahm er das Advokaturbüro seines Vaters, war von 1873 bis 1896 Gemeindepräsident von Grosshöchstetten und von 1875 bis 1905 Berner Grossrat. Im Jahr 1878 lehnte er die Wahl in den Regierungsrat ab, war zwischen 1876 und 1919 Nationalrat und ab 1900 auch Präsident des Nationalrates.
Er war Verwaltungsratspräsident verschiedener Unternehmen im Verkehrs- und Energiesektor. 1891 wurde er Oberst, ab 1895 war er Divisionär und von 1902 bis 1910 Oberstkorpskommandant des 4. Armeekorps.

## Bedeutung
Eine bedeutende Rolle in Politik und Wirtschaft spielte Bühlmann als Führer der radikalen Partei des Kantons Bern sowie als Mitglied der Zentralleitung der FDP der Schweiz. Besonders prägte er die kantonale Politik zur Eisenbahn, deren Verstaatlichung er befürwortete ebenso. Genauso zentralistisch war seine Energiepolitik und auch im Militärwesen pochte er auf eine Stärkung der zentralen Strukturen.